# Gur
|  | Per a altres significats, vegeu «Ghur». |

El gur era la unitat de mida del volum a Sumer i Babilònia. En aquesta última, un gur equivalia a gairebé 303 litres.